# 蘭德巴赫河
51°53′22.09″N 8°31′25.80″E / 51.8894694°N 8.5238333°E

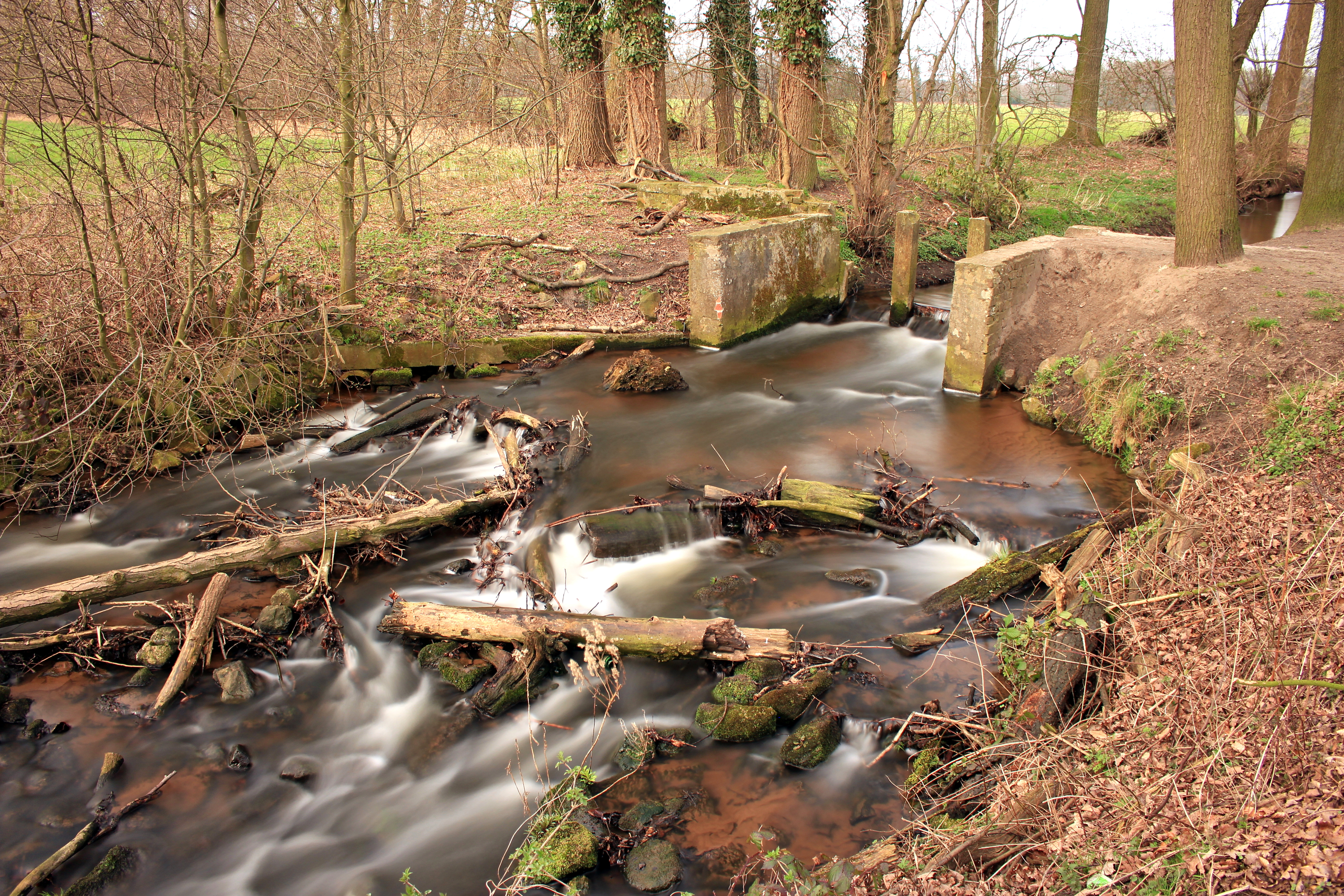

蘭德巴赫河（德語：Landerbach），是德國的河流，位於該國西部，處於北萊茵-威斯特法倫州，屬於厄爾巴赫河的右支流，河道全長11.4公里，流域面積21.5平方公里。